# كين جنكينز (لاعب كرة قدم أمريكية)
كين جنكينز (بالإنجليزية: Ken Jenkins)‏ هو لاعب كرة قدم أمريكية أمريكي، ولد في 8 مايو 1959 في واشنطن العاصمة في الولايات المتحدة.

## وصلات خارجية
- كين جنكينز على موقع مرجع كرة القدم المحترفة.كوم (الإنجليزية)